# Jair Marinho
Jair Marinho de Oliveira, noto semplicemente come Jair Marinho (Santo Antônio de Pádua, 17 luglio 1936 – Niterói, 7 marzo 2020), è stato un calciatore brasiliano di ruolo difensore, campione del mondo nel 1962 con la Nazionale brasiliana.
È scomparso nel 2020 all'età di 83 anni, a seguito di un ictus dal quale era stato colpito qualche settimana prima.

## Carriera

### Club
Jair Marinho iniziò la sua carriera professionistica nel 1956 nelle file del Fluminense in cui rimase fino al 1963 vincendo 2 Tornei Rio-San Paolo e un Campionato Carioca.
Nel 1964 si trasferì alla Portuguesa, nel 1965 al Corinthians e nel 1967 al Vasco da Gama, dove chiuse la carriera.
Nel 1970 ritornò a giocare per una breve parentesi con il Campo Grande.

### Nazionale
Jair Marinho conta 4 presenze con la Nazionale brasiliana, con cui esordì il 3 maggio 1961 contro il Paraguay (3-2) sostituendo De Sordi.
Ha fatto parte della selezione che vinse i Mondiali 1962, dove però non scese mai in campo.

## Palmarès

### Club
- Torneo Rio-San Paolo: 2

Fluminense: 1957, 1960
- Campionato Carioca: 1

Fluminense: 1959

### Nazionale
- Campionato mondiale: 1

Cile 1962